# Miracle (singolo)
Miracle è il secondo singolo promozionale tratto dall'album di Céline Dion, Miracle (2004). Il brano scritto da Linda Thompson e Steve Dorff, uscì come singolo in Europa ad ottobre 2004.

## Antefatti e contenuti
Miracle fu scritta nel 2001 per Céline Dion, dall'attrice e parioliera americana Linda Thompson e da Steve Dorff. Originariamente il brano era destinato per l'album A New Day Has Come (2002), album con cui la cantante celebrò la nascita del suo primogenito René-Charles. La canzone fu pubblicata soltanto nel 2004 nel concept-album omonimo. Miracle fu prodotta da David Foster e rilasciata in Europa come secondo singolo promozionale dell'album.
Céline presentò la sua nuova canzone in alcuni programmi TV statunitensi tra cui The Oprah Winfrey Show e The Ellen DeGeneres Show.
Nella sua recensione di Miracle, Stephen Thomas Erlewine di AllMusic classificò il brano omonimo tra le sue tracce preferite dell'album.

## Formati e tracce
CD Singolo Promo (Europa) (Columbia)
1. Miracle – 3:37 (Linda Thompson, Steve Dorff)
2. The First Time Ever I Saw Your Face – 4:07 (Ewan MacColl)